# Guðjón Valur Sigurðsson
Pour les articles homonymes, voir Sigurðsson.
Guðjón Valur Sigurðsson, né le 8 août 1979 à Reykjavik, est un handballeur islandais évoluant au poste d'ailier gauche, entre 1991 et avril 2020. Avec l'équipe nationale d'Islande, il est notamment vice-champion olympique en 2008 et a remporté la médaille de bronze au Championnat d'Europe 2010, les deux seules médailles remportées par l'Islande.
Avec 1 879 buts marqués en 365 sélections, il est le meilleur buteur de l'équipe nationale islandaise, devançant Ólafur Stefánsson de plus de 300 buts, et fait partie des rares handballeurs à avoir marqué plus de 1 500 buts en équipe nationale.

## Biographie

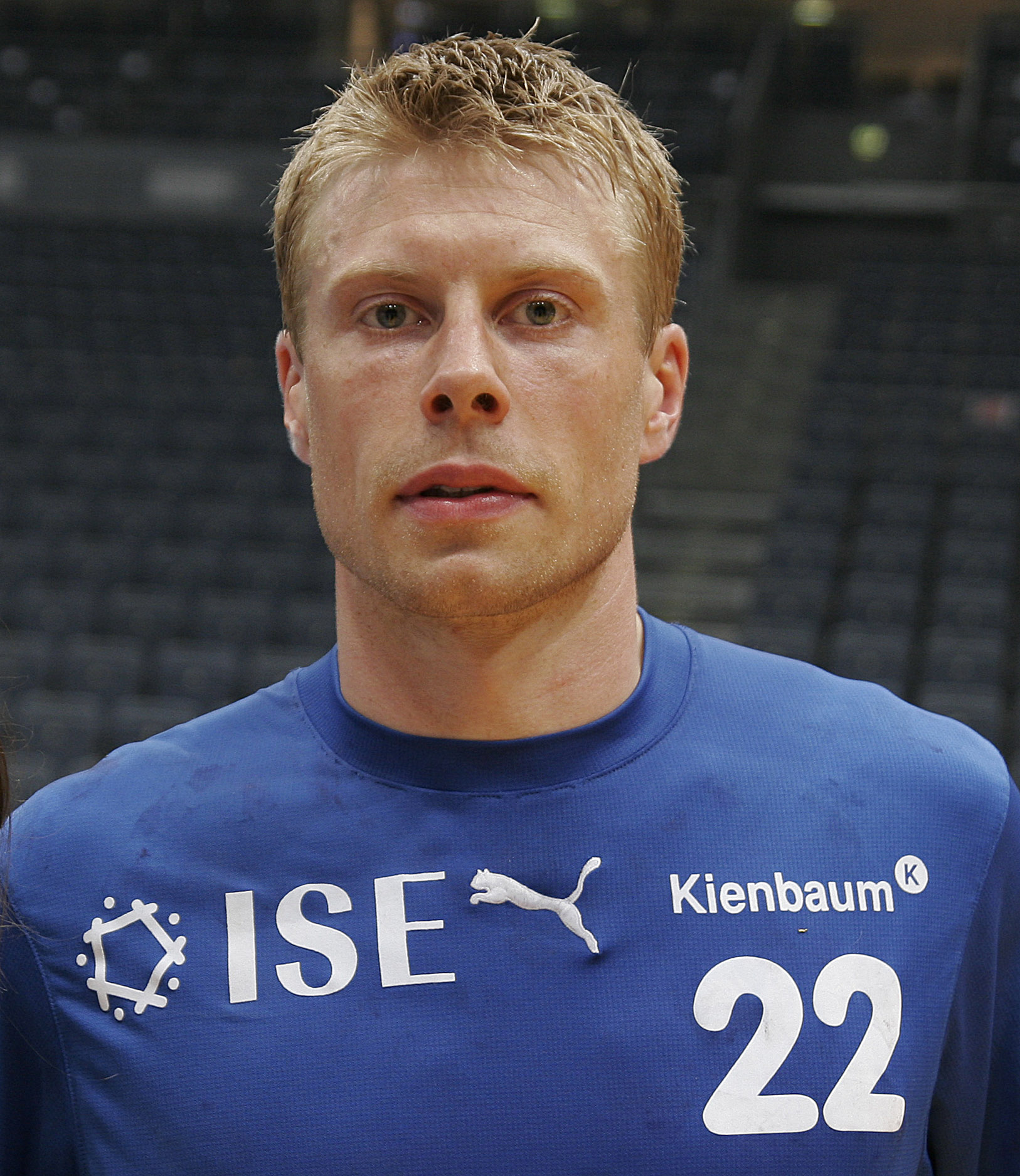
Guðjón Valur Sigurðsson en 2007.

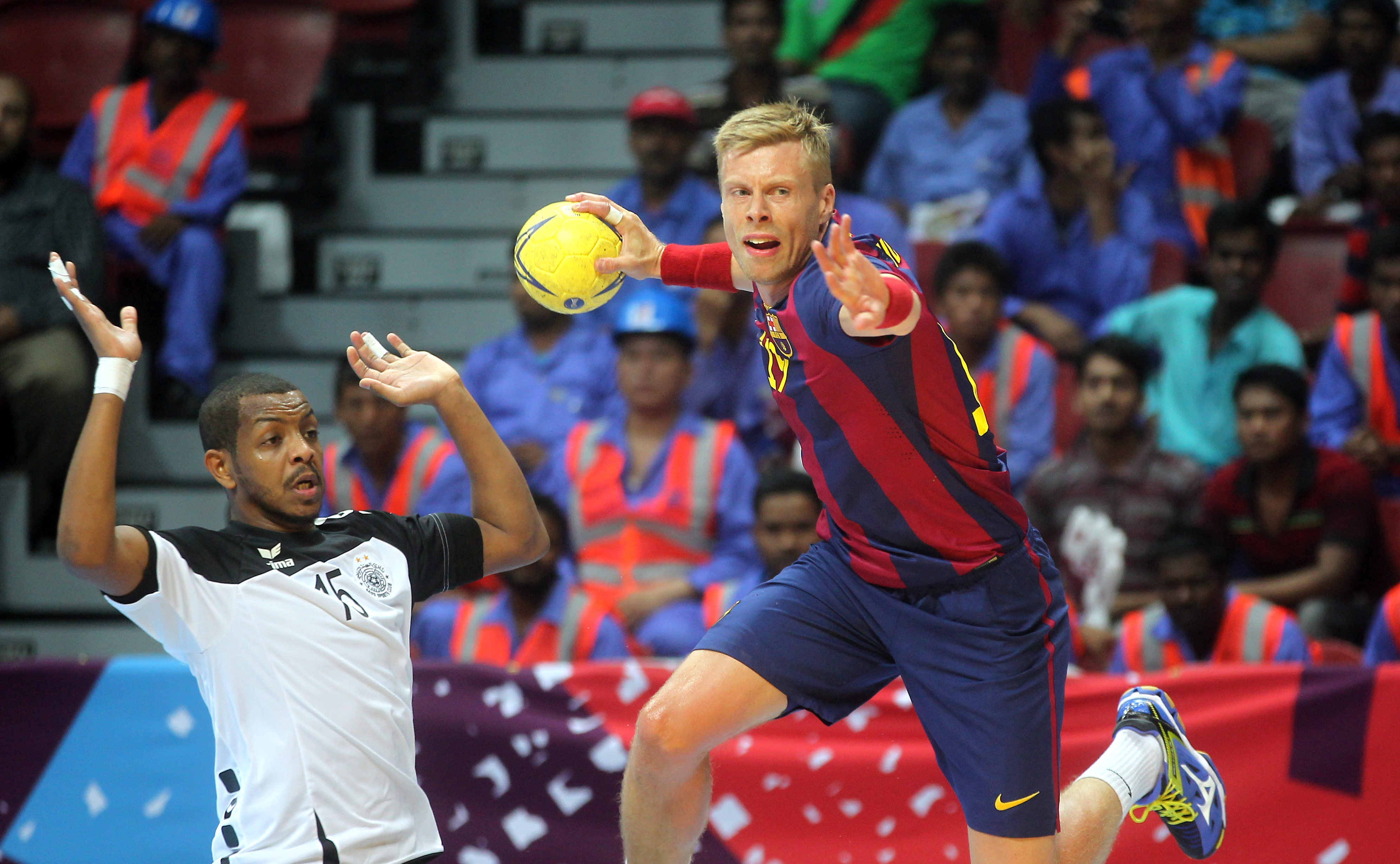
Guðjón Valur Sigurðsson avec Barcelone en 2014.

À l'inter-saison 2019, il rejoint le Paris Saint-Germain pour la dernière saison de sa carrière sportive. Il remporte à l'issue de la saison 2019-2020, définitivement arrêtée, en raison de la pandémie de coronavirus, son cinquième championnat professionnel, après l'Islande, le Danemark, l'Allemagne et l'Espagne. Début mai 2020, quelques jours après l'annonce de l'arrêt de sa carrière sportive, il devient l'entraîneur du club allemand VfL Gummersbach, évoluant en deuxième division, à compter de la saison 2020-2021,.

## Palmarès

### En clubs
Compétitions internationales
- Vainqueur de la Ligue des champions (1) : 2015
  - Demi-finaliste en 2009, 2011 (avec Rhein-Neckar Löwen), 2012 (avec AG Copenhague) et 2013 (avec THW Kiel)
- Vainqueur de la Coupe de l'EHF (1) : 2005 (avec TUSEM Essen)

Compétitions nationales
- Vainqueur du Championnat d'Islande (1) : 2001 (avec KA Akureyri)
- Vainqueur du Championnat du Danemark (1) : 2012 (avec AG Copenhague)
- Vainqueur de la Coupe du Danemark (1) : 2011-12 (avec AG Copenhague)
- Vainqueur du Championnat d'Allemagne (3) : 2013, 2014 (avec THW Kiel), 2017 (avec Rhein-Neckar Löwen)
- Vainqueur de la Coupe d'Allemagne (2) : 2013 (avec THW Kiel) 2018 (avec Rhein-Neckar Löwen)
- Vainqueur de la Supercoupe d'Allemagne (4) : 2012-13 (avec THW Kiel), 2016-17, 2017-18, 2018-19 (avec Rhein-Neckar Löwen)
- Vainqueur du Championnat d'Espagne (2) : 2015, 2016
- Vainqueur de la Coupe du Roi (2) : 2015, 2016
- Vainqueur de la Coupe ASOBAL (2) : 2015, 2016
- Vainqueur de la Supercoupe d'Espagne (2) : 2014, 2015
- Vainqueur du Championnat de France (1) : 2020
- Vainqueur de la Trophée des champions (1) : 2019-20

### Équipe nationale
Jeux olympiques
-  Médaille d'argent aux Jeux olympiques 2008 de Pékin
- 5e place aux Jeux olympiques 2012 de Londres

Championnats d'Europe
-  Médaille de bronze au Championnat d'Europe 2010, Autriche
- 10e place au Championnat d'Europe 2012, Serbie
- 5e place au Championnat d'Europe 2014, Danemark
- 13e place au Championnat d'Europe 2016, Pologne
- 13e place au Championnat d'Europe 2018, Croatie
- 11e place au Championnat d'Europe 2020, Suède, Autriche et Norvège

Championnats du monde
- 11e place au Championnat du monde 2007, Allemagne
- 6e place au Championnat du monde 2011, Suède
- 6e place au Championnat du monde 2015, Qatar
- 14e place au Championnat du monde 2017, France

### Distinction personnelle
- Élu meilleur ailier gauche des Jeux olympiques 2008[5]
- Élu meilleur ailier gauche des Championnats d'Europe en 2012[6] et 2014[7]
- Meilleur buteur du championnat du monde 2007[8]
- Meilleur buteur de l'histoire de l'équipe nationale d'Islande avec 1777 buts[1]
- Élu meilleur joueur du Championnat d'Allemagne (1) : 2006
- Meilleur buteur du Championnat d'Allemagne (1) : 2006
- Sportif islandais de l'année en 2006